# Opegaster synodi
Opegaster synodi är en plattmaskart. Opegaster synodi ingår i släktet Opegaster och familjen Opecoelidae. Inga underarter finns listade i Catalogue of Life.